# Copa da Ásia de Futebol Feminino de 1995
A Copa da Ásia de Futebol Feminino de 1995 foi uma competição organizada pela Confederação Asiática de Futebol (AFC) entre 23 de setembro e 2 de outubro. Sendo a 10ª edição do torneio.

## Selecções qualificadas
| - China - Hong Kong - Cazaquistão - Filipinas | - Taipé Chinês - Tailândia - Malásia | - Japão - Coreia do Sul - Uzbequistão - Índia |

## Formato do torneio
As onze equipas qualificadas foram divididas em 3 grupos (dois de 4 equipas, e um de 3 equipas). Para as fases finais passavam as vencedores de cada um dos grupos e a melhor segundo classificada.

## Fase de grupos

### Grupo A
| Selecção    | J | V | E | D | GM | GS | +/- | Pts |
| ----------- | - | - | - | - | -- | -- | --- | --- |
| China       | 3 | 3 | 0 | 0 | 40 | 0  | +40 | 9   |
| Hong Kong   | 3 | 1 | 1 | 1 | 2  | 12 | −10 | 4   |
| Cazaquistão | 3 | 0 | 2 | 1 | 0  | 7  | −7  | 2   |
| Filipinas   | 3 | 0 | 1 | 2 | 0  | 23 | −23 | 1   |

| 24 de setembro |        |             |
| China          | 21 – 0 | Filipinas   |
| Hong Kong      | 0 – 0  | Cazaquistão |
| 26 de setembro |        |             |
| Cazaquistão    | 0 – 0  | Filipinas   |
| China          | 12 – 0 | Hong Kong   |
| 28 de setembro |        |             |
| China          | 7 – 0  | Cazaquistão |
| Hong Kong      | 2 – 0  | Filipinas   |

### Grupo B
| Selecção     | J | V | E | D | GM | GS | +/- | Pts |
| ------------ | - | - | - | - | -- | -- | --- | --- |
| Taipé Chinês | 2 | 2 | 0 | 0 | 11 | 0  | +11 | 6   |
| Tailândia    | 2 | 1 | 0 | 1 | 3  | 4  | −1  | 3   |
| Malásia      | 2 | 0 | 0 | 2 | 1  | 11 | −10 | 0   |

| 23 de setembro |       |           |
| Taipé Chinês   | 3 – 0 | Tailândia |
| 25 de setembro |       |           |
| Taipé Chinês   | 8 – 0 | Malásia   |
| 27 de setembro |       |           |
| Tailândia      | 3 – 1 | Malásia   |

### Grupo C
| Selecção      | J | V | E | D | GM | GS | +/- | Pts |
| ------------- | - | - | - | - | -- | -- | --- | --- |
| Japão         | 3 | 3 | 0 | 0 | 24 | 0  | +24 | 9   |
| Coreia do Sul | 3 | 2 | 0 | 1 | 11 | 1  | +10 | 6   |
| Uzbequistão   | 3 | 1 | 0 | 2 | 1  | 23 | −22 | 3   |
| Índia         | 3 | 0 | 0 | 3 | 0  | 12 | −12 | 0   |

| 23 de setembro |        |               |
| Japão          | 1 – 0  | Coreia do Sul |
| Uzbequistão    | 1 – 0  | Índia         |
| 25 de setembro |        |               |
| Japão          | 6 – 0  | Índia         |
| Coreia do Sul  | 6 – 0  | Uzbequistão   |
| 27 de setembro |        |               |
| Coreia do Sul  | 5 – 0  | Índia         |
| Japão          | 17 – 0 | Uzbequistão   |

### Melhores segundas
| Selecção      | J | V | E | D | GM | GS | +/- | Pts |
| ------------- | - | - | - | - | -- | -- | --- | --- |
| Coreia do Sul | 2 | 1 | 0 | 1 | 6  | 1  | +5  | 3   |
| Tailândia     | 2 | 1 | 0 | 1 | 3  | 4  | −1  | 3   |
| Hong Kong     | 2 | 0 | 1 | 1 | 0  | 12 | −12 | 1   |

## Fases finais
|  | Semifinais     | Semifinais     |   |                     | Final          | Final |  |
|  |                |                |   |                     |                |       |  |
|  | 30 de setembro |                |   |                     |                |       |  |
|  | Japão          | 3              |   |                     |                |       |  |
|  | Taipé Chinês   | 0              |   |                     |                |       |  |
|  |                |                |   |                     |                |       |  |
|  |                |                |   |                     | 2 de outubro   |       |  |
|  |                |                |   |                     | China          | 2     |  |
|  |                | Japão          | 0 |                     |                |       |  |
|  |                |                |   |                     |                |       |  |
|  |                |                |   |                     |                |       |  |
|  |                |                |   |                     | Terceiro lugar |       |  |
|  | 30 de setembro | 30 de setembro |   | 2 de outubro        | 2 de outubro   |       |  |
|  | China          | 4              |   | Taipé Chinês (g.p.) | 0 (3)          |       |  |
|  | Coreia do Sul  | 0              |   |                     | Coreia do Sul  | 0 (0) |  |

### Semifinais
| 30 de setembro | Japão | 3 – 0 | Taipé Chinês |  |
|                |       |       |              |  |

| 30 de setembro | China | 4 – 0 | Coreia do Sul |  |
|                |       |       |               |  |

### Terceiro lugar
| 2 de outubro | Taipé Chinês | 0 – 0 3-0 (g.p.) | Coreia do Sul |  |
|              |              |                  |               |  |

### Final
| 2 de outubro | China | 2 – 0 | Japão |  |
|              |       |       |       |  |

## Premiações

### Campeãs
| Copa da Ásia de Futebol Feminino 1995 |
| ------------------------------------- |
| CHINA Campeãs (5º título)             |